# Almohaja
Almohaja è un comune spagnolo di 16 abitanti situato nella comunità autonoma dell'Aragona.